# Igreja Greyfriars (Aberdeen)

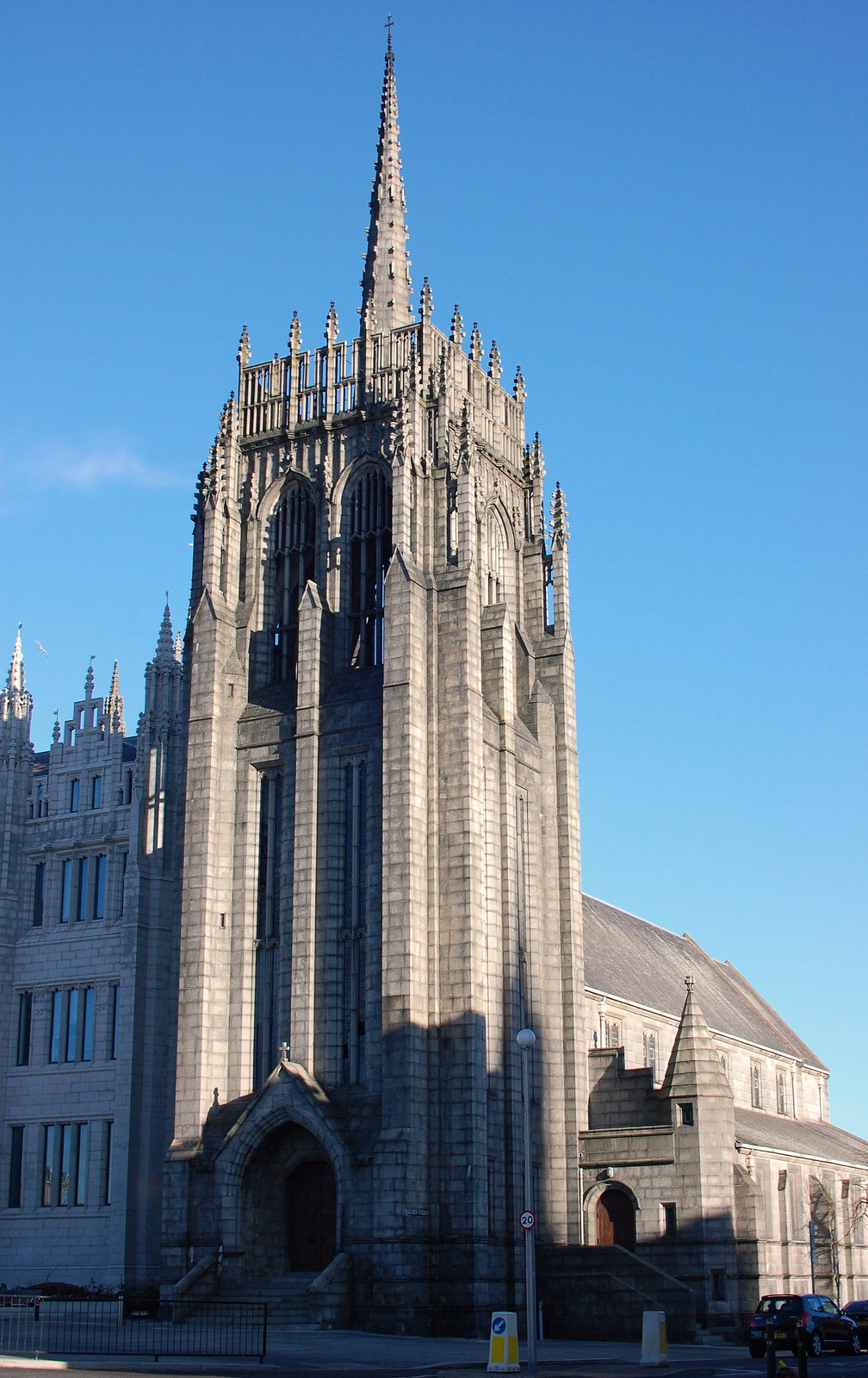
Igreja Greyfriars

A Igreja Greyfriars é um edifício listado na Categoria A em Aberdeen, na Escócia. Foi projectado pelo arquitecto Alexander Marshall Mackenzie e construído em 1903. Situa-se na Broad Street e forma a esquina sudeste do Marischal College, também projetacdo por Mackenzie.